# Melanagromyza trispina
Melanagromyza trispina är en tvåvingeart som beskrevs av Malloch 1927. Melanagromyza trispina ingår i släktet Melanagromyza och familjen minerarflugor. Inga underarter finns listade i Catalogue of Life.